# Temelucha gracilipes
Temelucha gracilipes là một loài tò vò trong họ Ichneumonidae.